# 伍德維爾 (愛達荷州)
伍德維爾（英語：Woodville）是位於美國愛達荷州賓厄姆縣的一個非建制地區。

## 地理
伍德維爾的座標為43°25′01″N 112°08′34″W / 43.41694°N 112.14278°W，而該地的平均海拔高度為1414米（即4639英尺）。